# Josef Ehrhart
Josef Wilhelm Ehrhart (* 28. Mai 1859 in Wurmlingen; † 11. Juni 1926 in Neckarsulm) war ein württembergischer Oberamtmann.

## Leben
Ehrhart, Sohn eines Lehrers und katholischer Konfession, studierte nach dem Besuch des Gymnasiums Rottweil von 1880 bis 1884 Regiminalwissenschaften in Tübingen. Er legte 1884 die erste und 1885 die zweite höhere Dienstprüfung ab.
Danach trat er in die württembergische Innenverwaltung ein. Er leitete als Oberamtmann die Oberämter Künzelsau von 1896 bis 1902 und Wangen von 1902 bis 1904. Von 1904 bis 1906 war er Vorsitzender in der Dienststellung eines Kollegialrats beim Schiedsgericht II für Arbeiterversicherung Ludwigsburg. 1906 trat er in den Ruhestand.

## Ehrungen
- 1898: Silberne Karl-Olga-Medaille
- 1906: Ritterkreuz 1. Klasse des Friedrichsordens